# Eupithecia pernotata
Eupithecia pernotata là một loài bướm đêm thuộc họ Geometridae. Nó được tìm thấy ở Anpơ, through România tới miền nam Nga. Nó cũng được tìm thấy ở Phần Lan.
Sải cánh dài 18–19 mm. Có một lứa một năm con trưởng thành bay từ giữa tháng 6 đến giữa tháng 7.
Ấu trùng ăn Tanacetum vulgare, Artemisia vulgaris, Artemisia campestris và Pimpinella saxifraga. Ấu trùng có thể tìm thấy từ tháng 6 đến giữa tháng 9. Nó qua mùa đông dưới dạng nhộng dưới đất.

## Phụ loài
- Eupithecia pernotata pernotata
- Eupithecia pernotata enictata Pellmyr & Mikkola, 1984